# Ceradenia aulaeifolia
Ceradenia aulaeifolia är en stensöteväxtart som beskrevs av Luther Earl Bishop och A. R. Srn. Ceradenia aulaeifolia ingår i släktet Ceradenia och familjen Polypodiaceae. Inga underarter finns listade.